# Утягулов, Рамазан Исмагилович
Рамазан Исмагилович Утягулов (15 ноября 1930 года, д.Чингизово Баймакского района Башкирской АССР — 6 марта 2017, г. Сибай) — башкирский краевед, писатель. Заслуженный учитель БАССР (1966). Почетный краевед РБ (2008). Лауреат премии имени Батыра Валида. Почетный гражданин города Сибая (2010).

## Биография
Родился 15 ноября 1930 года в деревне Чингизово Баймакского района Башкирской АССР. В 1948 году окончил в городе Баймаке среднюю школу № 1, затем поступил в Магнитогорский педагогический институт (1949—1953).
После окончания института работал учителем истории, завучем в школах № 1 и № 2 города Баймака (1953—1958), .
В 1959—1966 годах работал в Баймакском отделе образования: вначале инспектором, затем заведующим РОНО.
После переезда в город Сибай работал в Сибайском горкоме КПСС в должности заведующего отделом идеологии, затем был назначен директором Сибайской школы-интернат (1970—1979), коррекционой школы (1985—1992).
Особенно после выхода в 1992 году на заслуженный отдых, Рамазан Утягулов активно занимался общественными делами. Его статьи по краеведению регулярно печатались в республиканских изданиях, районной газете «Октябрьское знамя» (г. Баймак) и газете «Атайсал» (г. Сибай). Он был частым гостем библиотек, краеведческих музеев, помогал им советами, делился материалами, встречался со школьниками.
Р. И. Утягулов являлся первым руководителем башкирского народного центра «Сибай».
Его стараниями в городе Сибай был открыт памятник башкирам — участникам Отечественной войны 1812 года. По его предложению имя видного башкирского композитора Хусаина Ахметова было присвоено Башкирской Государственной филармонии.
Он избирался делегатом на 1-й и 2-й Всемирный Курултай башкир.
Автор 14 книг, около 80 статей по историко-краеведческой тематике, 54 статей в универсальном справочно-энциклопедическом издании в семи томах «Башкирская энциклопедия», 30 статей — в Баймакской энциклопедии, 22 статей — в Сибайской энциклопедии, один из разработчиков энциклопедии села Темясово Баймакского района.
Скончался 6 марта 2017 года, похоронен на Старом кладбище города Сибай.

### Основные произведения
- Тропою знаний. Баймак, 2000;
- Звезды Ирендыка : (Из истории пед. училищ и подгот. пед. кадров Зауралья) / Рамазан Утягулов. — Сибай, 2001. — 97, [1] с. : ил., портр., факс.; 20 см.
- Баймакский край. Уфа, 2002 (в соавтостве);
- Сыңғыҙ изге төйәк (Чингизово — священная земля), 2003 (в соавторстве);
- Сибайҙың алтын шишмәләре (Золотые россыпи Сибая). Сибай, 2005;
- Подвиг. Сибай, 2006;
- Сәсәндәр иленә сәйәхәт (Путешествие в страну сэсэнов). Сибай, 2008;
- Флагман среднего образования. Сибай, 2008;
- Учитель доброты. Сибай, 2010;
- Ирәндек бөркөттәре (Беркуты Ирендыка). Сибай, 2012;
- Легендар Буранбай сәсән (Легендарный Буранбай сэсэн). Сибай, 2015 (в соавторстве).

## Почетные звания
- Отличник просвещения БАССР (1973)
- Заслуженный учитель БАССР (1966)
- Лауреат районной премии им. Батыра Валида (г. Баймак)
- Лауреат городской премии им. Рамазана Уметбаева (г. Сибай)
- «Ветеран труда»
- Почетный краевед Республики Башкортостан (2008).

## Награды
- Орден Трудового Красного Знамени (1966)[6].
- Медаль «За победу над Германией в Великой Отечественной войне 1941—1945 гг.»"[1]
- Грамота Академии педагогических наук СССР (1963)[1]
- «Ал да нур сэс халкына» (Медаль Всемирного курултая башкир)[1]